# Neurosciences computationnelles
Les neurosciences computationnelles (NSC) sont un champ de recherche des neurosciences qui s'applique à découvrir les principes computationnels des fonctions cérébrales et de l'activité neuronale, c'est-à-dire des algorithmes génériques qui permettent de comprendre l'implémentation dans notre système nerveux central du traitement de l'information associé à nos fonctions cognitives. Ce but a été défini en premier lieu par David Marr dans une série d'articles fondateurs.
On essaie de comprendre le traitement de l'information opéré par le cerveau à l'aide des modèles de l'informatique combinés à l'expérimentation et aux simulations numériques.
Historiquement, un des premiers modèles introduits en neurosciences computationnelles est le modèle « intègre et tire » par Louis Lapicque en 1907. Cet article très influent en neurosciences théoriques et computationnelles introduit un des modèles les plus populaires encore à l'heure actuelle. Cet article a été traduit en anglais à l'occasion du centenaire de sa parution.
Les neurosciences computationnelles visent donc à développer des méthodes de calcul pour mieux comprendre les relations complexes entre la structure et la fonction du cerveau et du système nerveux en général. Outre une meilleure connaissance de la cognition et de ses dysfonctionnements, cette démarche permet d'appliquer un transfert de ces connaissances neuroscientifiques en proposant de nouvelles méthodes de traitement de l'information et des dispositifs technologiques innovants. Elle peut s'appliquer à différents niveaux de description, de la molécule au comportement, et nécessite l'intégration constructive de nombreux domaines disciplinaires, des sciences du vivant à la modélisation.
Les neurosciences computationnelles ne sont pas incluses dans la bio-informatique dont le champ recouvre les applications informatiques en biochimie, génétique, et phylogénie.

## Histoire
Le terme « neurosciences computationnelles » a été introduit par le psychologue cognitif et neuroscientifique américain Eric L. Schwartz (en) lors d'une conférence tenue en 1985 à Carmel, en Californie, à la demande de la Systems Development Foundation qui voulait un résumé de l'état actuel d'un domaine qui jusque-là était connu sous différents noms tels que la modélisation de neurones, la théorie sur le cerveau et les réseaux neuronaux. Les débats de cette conférence ont été plus tard publiés sous le titre de Computational Neuroscience.

## Thèmes de recherche
La recherche en neurosciences computationnelles peut être classée en plusieurs thèmes majeurs. La plupart des neuroscientifiques computationnels collaborent étroitement avec des expérimentateurs pour l'analyse des données et la synthèse de nouveaux modèles biologiques.
Le sens des nombres, non propre à l'espèce humaine, est présent dès le nouveau-né (tests des « réactions à la nouveauté »). Plusieurs espèces animales peuvent, comme l'enfant dès deux ans, faire des calculs élémentaires ou des comparaisons approximatives de nombres : alors que le cheval Hans le Malin était une supercherie, des poissons, des batraciens, des oiseaux ou des singes ont un cerveau suffisamment développé pour être capables de calculs.
L'imagerie cérébrale montre dans le cerveau humain des circuits spécialisés dans le calcul alors que ce cerveau n'a pas eu le temps d'évoluer génétiquement depuis l'invention de l'arithmétique. Pour expliquer cette faculté, le neuroscientifique Stanislas Dehaene développe l'hypothèse du « recyclage neuronal » : le cerveau, grâce à la plasticité synaptique, mobilise les régions anciennes du lobe pariétal du cerveau utilisées pour le calcul approximatif (région de reconnaissance des formes visuelles et des quantités) et les réoriente pour le calcul exact.

### Modèle du neurone unique
Chez le singe macaque ont été enregistrés des neurones uniques dédiés au nombre. De tels neurones n'ont pas encore été découverts chez l'homme.